# Jan Sas-Giliczyński
Jan Sas-Giliczyński (ur. 5 lipca 1896 w Tarnopolu, zm. 19 kwietnia 1986 w Krakowie) – polski doktor chemii, bakteriolog, żołnierz ZWZ-AK, fotograf, bibliofil, numizmatyk, muzealnik.

## Życiorys
Urodził się 5 lipca 1896 w Tarnopolu. Był wyznania greckokatolickiego. W 1914 ukończył VIII klasę i zdał egzamin dojrzałości w C. K. Gimnazjum we Lwowie. Ukończył studia na Uniwersytecie Jana Kazimierza we Lwowie.
U kresu I wojny światowej w listopadzie 1918 brał udział w obronie Lwowa w ramach wojny polsko-ukraińskiej. Podczas II wojny światowej był żołnierzem Związku Walki Zbrojnej-Armii Krajowej. Od młodości był fotografem amatorem. Był współzałożycielem Lwowskiego Towarzystwa Fotograficznego i Krakowskiego Towarzystwa Fotograficznego i został członkiem honorowym tych stowarzyszeń.. Był także współorganizatorem i kustoszem Muzeum Fotografii w Krakowie. Był bibliofilem, posiadał zbiory numizmatyczne. Współpracował z Muzeum Narodowym-Zbiorami E. Hutten-Czapskiego. Z wykształcenia był doktorem chemii. Z zawodu był bakteriologiem. Współpracował z emigracyjnym Kołem Lwowian w Londynie i rozpowszechniał w PRL treści publikowane w „Biuletynie” tej organizacji.
Zmarł 19 kwietnia 1986 w Krakowie
Został pochowany na cmentarzu wojskowym przy ul. Prandoty w Krakowie 29 kwietnia 1986.

## Odznaczenia
- Krzyż Srebrny Orderu Virtuti Militari[3][5]
- Krzyż Obrony Lwowa[3]
- Odznaka pamiątkowa „Orlęta”[3]
- odznaczenia polskie i zagraniczne[3][5]